# Récupération assistée du pétrole
Cet article traite de la stimulation de la production des champs de pétrole conventionnel. Pour plus d'informations sur les sables bitumineux (pétrole non conventionnel), voir l'article.
Pour les articles homonymes, voir EOR.
 (juillet 2025).
Si vous disposez d'ouvrages ou d'articles de référence ou si vous connaissez des sites web de qualité traitant du thème abordé ici, merci de compléter l'article en donnant les références utiles à sa vérifiabilité et en les liant à la section « Notes et références ».

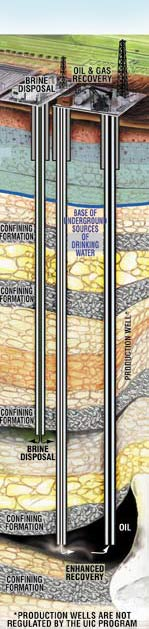
Puits d'injection utilisé pour la récupération assistée du pétrole.

La récupération assistée du pétrole ou RAP (en anglais, enhanced oil recovery ou EOR) consiste en la mise en œuvre de diverses techniques pour augmenter la quantité de pétrole brut qui peut être extraite à partir d'un gisement de pétrole. La récupération assistée du pétrole est aussi appelée la récupération améliorée du pétrole ou récupération tertiaire, par opposition à la récupération primaire et secondaire. 

## Objectifs
Les techniques de RAP permettent d'extraire de 30 à 60 %, voire plus, du pétrole présent à l'origine dans le réservoir, alors que ce ratio atteint 20 à 40 % en n'utilisant que la récupération primaire et secondaire,.

## Techniques
Selon le département américain de l'Énergie, il existe trois techniques principales de RAP : injection de gaz, injection de chaleur, et injection de produits chimiques. L'injection de gaz, qui utilise des gaz comme le gaz naturel, l'azote ou le dioxyde de carbone (CO2), représente près de 60 % de la production issue de la RAP aux États-Unis. L'« injection thermique », qui consiste à injecter de la chaleur, représente 40 % de la production issue de la RAP aux États-Unis, la plupart en Californie. L'injection chimique, qui met en œuvre des molécules à longue chaîne appelées polymères pour augmenter l'efficacité de l'injection d'eau, représente environ 1 % de la production issue de la RAP aux États-Unis. En 2013, une technique appelée technologie à plasma pulsé a été introduite aux États-Unis, en provenance de Russie. Cette technique peut entraîner 50 % d'amélioration dans les puits en production. 
Parfois, le terme récupération quaternaire est utilisé pour se référer à des techniques plus avancées et spéculatives de RAP,,,. 

### Injection de gaz
L'injection de gaz ou l'injection de gaz miscible est actuellement[Quand ?] la méthode la plus couramment utilisée dans la récupération du pétrole. L'injection miscible est un terme général pour les procédés d'injection qui introduisent des gaz miscibles dans le réservoir. Les procédés de déplacement à base de gaz miscibles maintiennent la pression et le réservoir d'huile améliore le déplacement du pétrole car la tension superficielle entre le pétrole et l'eau est réduite. Cela permet de supprimer les tensions à l'interface entre les deux fluides en interaction, permettant d'augmenter l'efficacité du déplacement de l'ensemble. Les gaz utilisés sont le CO2, le gaz naturel ou l'azote. Le fluide le plus couramment utilisé est le dioxyde de carbone car il réduit la viscosité du pétrole et est moins coûteux que le gaz de pétrole liquéfié. Le déplacement du pétrole par injection de dioxyde de carbone s'appuie sur le comportement de la phase du mélange de ce gaz avec le pétrole brut, qui est fortement dépendante de la température du réservoir, de la pression et de la composition du pétrole brut[réf. souhaitée].

### Injection de chaleur

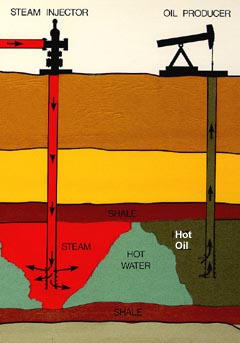
La technique de l'injection de vapeur

Dans cette approche, différents procédés sont utilisés pour chauffer le pétrole brut dans la formation, pour réduire sa viscosité et/ou vaporiser une partie du pétrole et ainsi augmenter sa mobilité. L'augmentation de la température réduit la tension de surface. Le pétrole chauffé peut aussi être vaporisé/craqué puis se recondenser, formant un pétrole ayant une meilleure composition. Ces méthodes comprennent l'injection cyclique de vapeur, injection de vapeur et la combustion. Elles améliorent l'efficacité du balayage[Quoi ?] et le déplacement du pétrole. L'injection de vapeur est utilisée industriellement depuis les années 1960 dans les champs pétroliers californiens. 

#### Injection de vapeur
Les injections de vapeur sont un moyen d'introduire de la chaleur dans le réservoir par pompage de la vapeur dans le puits avec des moyens similaires à l'injection d'eau. Elles sont utilisées pour des pétroles très visqueux. La vapeur se condense en eau chaude dans la zone en contact avec le pétrole. Le pétrole se dilate dans la zone avec l'eau chaude. Ainsi, la viscosité du pétrole chute et la perméabilité du réservoir augmente. Pour fonctionner le processus doit être cyclique. Ceci est la méthode la plus utilisée actuellement[Quand ?] pour la récupération assistée du pétrole.

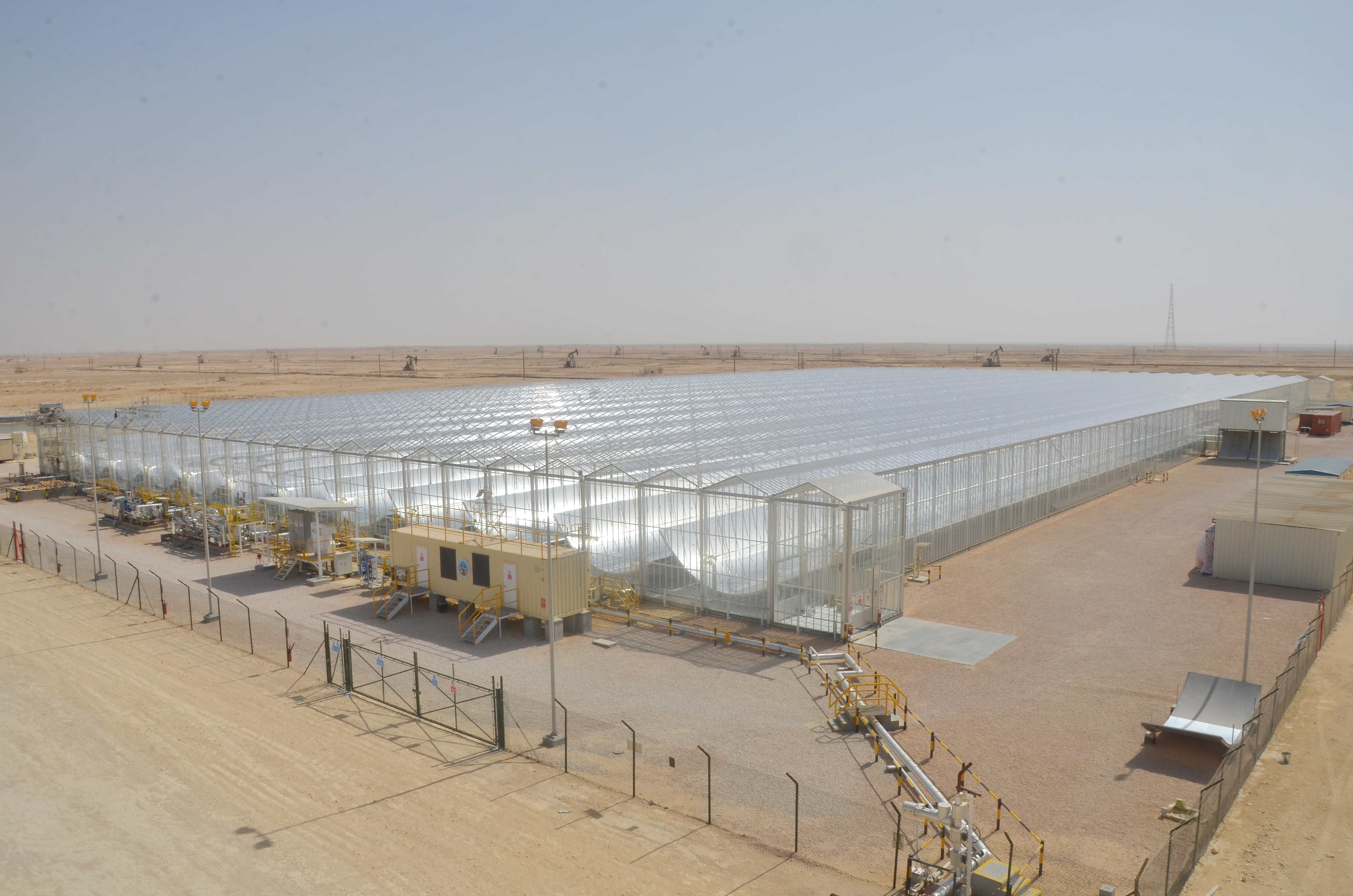
Site de récupération assistée du pétrole solaire

La récupération assistée du pétrole solaire consiste à injecter de la vapeur obtenue grâce à des concentrateurs solaires. Ils concentrent l'énergie du soleil pour chauffer l'eau et produire de la vapeur. La production de vapeur grâce à l'énergie solaire s'avère être une alternative viable à la production de vapeur obtenue par la combustion du gaz. En 2011, les projets solaires thermiques d'amélioration de récupération de pétrole débutent en Californie et à Oman[réf. souhaitée].

#### Incendie in situ
La combustion in situ fonctionne mieux lorsque la saturation en pétrole et la porosité sont élevées. La combustion produit de la chaleur dans le réservoir lui-même. L'injection en continu d'air ou d'un autre mélange gazeux à haute teneur en oxygène va maintenir le front de flamme. Comme le feu brûle, il se déplace à travers le réservoir vers les puits de production. La chaleur du feu réduit la viscosité du pétrole et aide à vaporiser l'eau du réservoir. La vapeur, l'eau chaude, les gaz de combustion et un certain nombre de solvants distillés agissent tous pour conduire le pétrole vers les puits de production.
Il existe trois méthodes de combustion[réf. souhaitée]: la combustion sèche vers l'avant, la combustion sèche inverse et la combustion dite humide. La combustion sèche vers l'avant utilise un initiateur pour mettre le feu au pétrole. Comme le feu progresse le pétrole poussé loin du feu, vers le puits de production. La combustion sèche inverse, l'injection de l'air et l'allumage se font à partir de directions opposées. Dans combustion humide, de l'eau est injectée juste derrière le front de flamme. Elle est transformée en vapeur par la roche chaude, éteignant ainsi le feu et répartissant la chaleur de manière plus uniforme.

### Injection chimique
L'injection de différents produits chimiques, habituellement des solutions diluées, a été utilisée pour faciliter la mobilité et réduire la tension superficielle. L'injection de solutions alcalines ou caustiques dans des réservoirs pétroliers, qui contiennent des acides organiques d'origine naturelle dans le pétrole, se traduira par la production de savon, qui peut abaisser la tension interfaciale suffisamment pour augmenter la production. L'injection d'une solution diluée d'un polymère soluble dans l'eau pour augmenter la viscosité de l'eau injectée peut augmenter la quantité de pétrole récupérée dans certaines formations. Des solutions diluées d'agents tensioactifs tels que des sulfonates de pétrole ou des biosurfactants (tensioactif d'origine biologique) tels que les rhamnolipides (en)) peuvent être injectées pour abaisser la tension superficielle ou pression capillaire qui empêche les gouttelettes de pétrole de se déplacer à travers le réservoir. Des formulations spéciales de pétrole, d'eau et de tensioactif, en microémulsions, peuvent être particulièrement efficaces. L'application de ces méthodes est généralement limitée par le coût des produits chimiques, leur adsorption et la perte dans la roche contenant le pétrole. Dans tous ces procédés, les produits chimiques sont injectés dans plusieurs puits et la production se produit dans d'autres puits voisins.

### Injection de polymères
L'injection de polymères consiste à mélanger des molécules de polymères à longue chaîne (comme le polyacrylamide ou le xanthane) avec l'eau injectée en vue d'accroître sa viscosité eau. Cette méthode permet d'améliorer le rendement du balayage vertical et horizontal et par conséquent d'améliorer le rapport de mobilité eau/pétrole.
Des agents tensioactifs peuvent être utilisés en association avec des polymères. Ils diminuent la tension superficielle entre le pétrole et l'eau. Cela réduit la saturation résiduelle en pétrole et améliore l'efficacité macroscopique du processus.
Les tensioactifs primaires ont habituellement des co-tensioactifs, des renforçateurs d'activité, et des co-solvants sont ajoutés pour améliorer la stabilité de la formulation.

### Injection de micro-organismes
L'injection de micro-organismes est rarement utilisée en raison de son coût plus élevé et parce que ses développements ne sont pas unanimement acceptés. Ces micro-organismes digèrent partiellement les molécules hydrocarbonées longues, soit génèrent des biotensioactifs (tels des rhamnolipides), ou en émettant du dioxyde de carbone, qui agit alors comme décrit dans l'injection de gaz.
Trois approches ont été utilisées pour réaliser l'injection microbienne. Dans la première approche, les cultures bactériennes mélangées avec une source d'alimentation (un hydrate de carbone tel que de la mélasse est couramment utilisé) sont injectées dans le gisement de pétrole. Dans la seconde approche, utilisée depuis 1985, des nutriments sont injectés dans le sol pour nourrir les organismes microbiens existants; ces nutriments augmentent la production par les bactéries des tensioactifs naturels qu'ils utilisent normalement pour métaboliser le pétrole brut souterrain. Après que les nutriments injectés ont été consommés, les microbes se mettent en sommeil, leurs extérieurs devenant hydrophile, et ils migrent vers la zone de l'interface pétrole-eau, où ils créent des gouttelettes de pétrole à partir de masses de pétrole plus importantes, ce qui rend les gouttelettes plus susceptibles de migrer vers la tête du puits. Cette approche a été utilisée dans les champs pétrolifères près de Four Corners et dans le champ pétrolier de Beverly Hills à Beverly Hills, en Californie[réf. souhaitée].
La troisième approche est utilisée pour résoudre le problème de la paraffine du pétrole brut, qui tend à précipiter lorsque le pétrole brut remonte à la surface, car la température de la surface de la Terre est considérablement plus froide que celles des gisements de pétrole (une chute de température de 9-10−14 °C pour 300 m de profondeur est habituelle)[réf. souhaitée].

### Injection de dioxyde de carbone supercritique
Le dioxyde de carbone est particulièrement efficace dans les réservoirs d'une profondeur supérieure à 600 m, où le CO2 sera dans un état supercritique. À haute pression avec des pétroles légers, le CO2 est miscible avec le pétrole, avec pour résultat un gonflement du pétrole, et la réduction de sa viscosité, ainsi qu'une réduction de la tension superficielle avec la roche réservoir. Dans le cas des réservoirs à basse pression ou de pétrole lourds, le CO2 forme un fluide non miscible, ou est seulement partiellement mélangé avec le pétrole. Une certaine dilatation du pétrole peut se produire, et la viscosité du pétrole peut être considérablement réduite.
Dans ces applications, entre la moitié et les deux tiers du CO2 injecté ressort avec le pétrole produit et est généralement réinjecté dans le réservoir pour minimiser les coûts d'exploitation. Le reste est piégé dans le réservoir de pétrole par divers mécanismes. Le dioxyde de carbone, en tant que solvant, a l'avantage d'être plus économique que d'autres liquides miscibles similaire tels que le propane et le butane.

### Plasma pulsé
La technologie du plasma pulsé est la technique la plus récente utilisée aux États-Unis à partir de 2013. La technologie est originaire de la fédération de Russie, et plus précisément de l'université d'État des mines de Saint-Pétersbourg avec le financement et l'aide du Skolkovo. L'équipe de développement en Russie et les équipes de déploiement à travers la Russie, l'Europe et maintenant les États-Unis expérimentèrent cette technologie dans les puits verticaux, avec près de 90 % des puits montrant des résultats positifs. La technologie du plasma pulsé est absolument propre et sûre. Elle ne nuit pas à la colonne cimentée et à l'équipement souterrain. Cette technologie de puits de pétrole est protégée par plusieurs brevets internationaux.
La méthode de récupération assistée du pétrole par du plasma pulsé utilise des émissions à basse énergie pour créer le même effet que de nombreuses autres technologies peuvent produire, mais sans leur impact écologique. Dans presque tous les cas, le volume d'eau extrait avec le pétrole est effectivement réduit au lieu d'être augmenté. Les clients et utilisateurs actuels[Quand ?] de cette nouvelle technologie comprennent ConocoPhillips, ONGC, Gazprom, Rosneft et Lukoil[réf. souhaitée].
Elle est basée sur la même technologie que le propulseur à plasma pulsé russe qui a été utilisé sur deux vaisseaux spatiaux. Elle est en cours de perfectionnement[Quand ?] pour être utilisée dans les puits horizontaux[réf. souhaitée].

## Coûts et avantages économiques
La mise en œuvre de méthodes de récupération du pétrole ajoute au coût du pétrole, dans le cas du CO2, généralement entre 0,5 à 8,0 dollars par tonne de CO2. L'extraction accrue de pétrole d'autre part, présente un avantage économique qui est fonction des prix du pétrole. La méthode de récupération assistée du pétrole terrestre coûte de 10 à 16 dollars par tonne de CO2 injecté pour un prix du pétrole de 15 à 20 dollars/baril. Les prix en vigueur dépendent de nombreux facteurs, mais peuvent déterminer la pertinence économique de toute procédure, des prix du pétrole plus élevés rendent les procédures et plus coûteuses économiquement viable. Par exemple, avec un prix du pétrole à environ 90 dollars/baril, le bénéfice économique est environ 70 dollars par tonne de CO2. Le département de l'Énergie des États-Unis estime que 20 milliards de tonnes de CO2 capturé pourraient produire 67 milliards de barils de pétrole économiquement récupérables.
On pense que l'utilisation de dioxyde de carbone anthropique capturé, issus de l'exploitation des réserves de lignite, permettra de produire de l'électricité et d'améliorer la récupération de pétrole et de gaz, offrant une solution au défi des secteurs énergétique, environnemental et économique américains. Il ne fait aucun doute que les ressources de charbon et de pétrole ne sont pas inépuisables. Les États-Unis sont dans une position de force pour tirer parti de ces sources d'énergie traditionnelles pour fournir les besoins futurs de puissance tandis que d'autres sources sont explorées et développées. Pour l'industrie du charbon, les méthodes de récupération du pétrole au CO2 crée un marché pour les sous-produits de gazéification du charbon et réduit les coûts associés à la séquestration et au stockage du carbone.

## Projet d'injection deCO2

### Boundary Dam, Canada
En 2014, Le projet de rénovation de la centrale au charbon de Boundary Dam de la SaskPower prévoit la capture et stockage du carbone. L'usine permettra de capturer un million de tonnes de CO2 par an, qu'elle vendra à Cenovus pour la récupération assistée de pétrole dans son champ pétrolifère de Weyburn. Il est prévu d'injecter 18 millions de tonnes de CO2 et de récupérer 130 millions de barils (21 000 000 m3) de pétrole, de prolonger la durée de vie du champ de pétrole de 25 ans.(Brown 2001)
Il est prévu de stocker plus de 26 millions de tonnes nettes de CO2 à Weyburn, et 8,5 autres millions de tonnes nettes stockées dans le cadre du projet de stockage du dioxyde de carbone de Weyburn-Midale, permettant une réduction nette du CO2 atmosphérique par le stockage de CO2 dans le champ pétrolifère. Ceci représente l'équivalent du retrait de près de 7 millions de voitures de la route pendant un an. Depuis l'injection de CO2 a commencé à la fin de 2000, le projet de récupération assisté au CO2 a été effectué en grande partie comme prévu. Actuellement, 1 600 m3/j (10 063 barils/j) de pétrole supplémentaires sont produits par le champ de pétrole.

### Projet Kemper, États-Unis
La centrale thermique de Kemper de Mississippi Power, ou projet Kemper, est une usine première en son genre aux États-Unis et devrait être en fonctionnement en 2015. La filiale Southern Company a travaillé avec le département de l'Énergie des États-Unis et d'autres partenaires pour développer des méthodes plus propres, plus fiables et moins coûteuses, pour produire de l'électricité avec du charbon qui peuvent soutenir également la récupération assistée du pétrole. Pour le projet Kemper, plutôt que de brûler du charbon directement pour faire de l'électricité, la technologie de gazéification décompose le charbon en composants chimiques, élimine les impuretés avant qu'il ne soit brûlé, évite certaines émissions, et récupère les gaz qui résultent de cette décomposition chimique pour alimenter l'usine à cycle combiné à gazéification intégrée. Cette centrale et d'autres similaires sont plus efficaces et donc plus propres que les centrales à charbon traditionnelles. En outre, l'emplacement unique du projet Kemper, et la proximité de réserves de pétrole, en font un candidat idéal pour une meilleure récupération du pétrole.

## Injection deCO2aux États-Unis
Les États-Unis utilisent la récupération assisté du pétrole avec du CO2 depuis plusieurs décennies. Pour plus de 30 ans, des méthodes de RAP à base de CO2 ont été mis en œuvre dans les champs de pétrole dans le bassin permien en utilisant du CO2 d'origine naturelle du Nouveau-Mexique et du Colorado. Le département de l'Énergie a estimé que la pleine utilisation de méthodes de « prochaine génération » de RAP à base de CO2 aux États-Unis pourrait permettre 240 milliards de barils (38 km3) supplémentaires récupérables. Le développement de ce potentiel dépendra de la disponibilité de CO2 commercial en grandes quantités, ce qui pourrait être rendu possible par la généralisation de la capture et du stockage du carbone. À titre de comparaison, le total des ressources pétrolières domestiques des États-Unis non exploitées encore dans le sol représente total plus de 1000 milliards de barils (160 km3), la plus grande partie restant impossible à récupérer. Le département de l'Énergie estime que si le potentiel des méthodes RAP devait être pleinement réalisé, les trésoreries nationales et locales engrangeraient 280 milliards de dollars des revenus provenant des futures redevances, taxes de séparation, et les impôts de l'État sur la production de pétrole, sans compter d'autres avantages économiques.
Le principal obstacle au développement de la récupération assistée à base de CO2 aux États-Unis a été une offre insuffisante de CO2 à prix abordable. Actuellement, il y a un écart de coût entre ce qu'un exploitant de champ pétrolifère pourrait se permettre de payer pour le CO2 dans des conditions normales de marché et le coût de la capture et du transport du CO2 provenant des centrales électriques et des sources industrielles, et donc encore plus avec le CO2 provient de sources naturelles. Cependant, l'utilisation de CO2 des centrales électriques ou des sources industrielles pourrait réduire l'empreinte carbone (si le CO2 est stocké sous terre). Pour certaines sources industrielles, telles que le traitement du gaz naturel, de la fabrication d'engrais et de la production d'éthanol, l'écart de coût est faible (potentiellement 10-20 $ / tonne de CO2). Pour d'autres sources artificielles de CO2, dont la production d'électricité et de multiples procédés industriels, les coûts de capture sont supérieurs, et l'écart de coût devient beaucoup plus grand (potentiellement 30 à 50 $/tonne de CO2).

## Impacts environnementaux
L'amélioration de la récupération du pétrole engendre généralement de grandes quantités de saumure à la surface. La saumure peut contenir des métaux lourds toxiques et des substances radioactives naturelles, en plus d'être très salée. Cela peut être très dommageable pour les sources d'eau potable et l'environnement en général si elles ne sont pas correctement contrôlée. En injectant la saumure dans le sous-sol profond, les puits de classe II[Quoi ?] empêchent la contamination de la surface du sol et de l'eau,.
Aux États-Unis, les activités d'injection dans les puits sont réglementées par l'Agence américaine de protection de l'environnement (EPA) et les gouvernements des États en vertu de la Loi sur la salubrité de l'eau potable. L'EPA a publié des règlements sur les injections souterraines afin de protéger les sources d'eau potable. L'amélioration de la récupération du pétrole dans les puits est réglementée sous le nom de classe II par l'EPA. La loi exige des exploitants de puits de réinjecter la saumure utilisée pour la récupération à grande profondeur dans des puits poubelles de classe II.